# Synagoga v Benešově
Synagoga v Benešově byla židovská modlitebna ve středočeském městě Benešov ve stejnojmenném okrese. Nacházela se na parcele při Pražské ulici v historickém centru města a od svého vzniku roku 1845 sloužila jako hlavní ceremoniální centrum zdejší židovské komunity. Po událostech holokaustu a drastickém zmenšení zdejší židovské obce přestala být využívána a roku 1976 byla stržena.

## Historie
Synagoga byla pro zdejší židovskou obec, čítající několik set členů, postavena jakožto klasicistní budova roku 1845, na pozemku darovaném knížetem Lobkowiczem. Roku 1884 byla rekonstruována a stavebně zvětšena.
Následkem tragických událostí druhé světové války a holokaustu pak došlo k razantnímu zmenšení zdejší židovské obce. Synagoga, ačkoliv přečkala německou okupaci a vyvraždění většiny členů benešovské židovské komunity v koncentračních táborech, po válce již nebyla obnovena. V poválečných letech byla budova po jistou dobu využívaná jako sbor Církve československé husitské, v dalších letech pak chátrala.
V období komunistického režimu v Československu 70. letech 20. století rozhodnuto o demolici řady budov ve městě, včetně synagogy, kvůli nové výstavbě povětšinou panelových domů. Ta byla roku 1976 pyrotechniky odstřelena. Na jejím místě pak vznikl obchodní dům Hvězda.